# The Essential Johnny Cash
The Essential Johnny Cash è un album di raccolta del cantante statunitense Johnny Cash, pubblicato nel 2002.

## Tracce
Tutte le tracce sono state scritte da Johnny Cash, eccetto dove indicato.

### Disco 1
1. Hey Porter – 2:13
2. Cry! Cry! Cry! – 2:23
3. I Walk the Line – 2:43
4. Get Rhythm – 2:13
5. There You Go – 2:17
6. Ballad of a Teenage Queen – 2:11 (Jack Clement)
7. Big River – 2:31
8. Guess Things Happen That Way – 1:49 (Jack Clement)
9. All Over Again – 2:12
10. Don't Take Your Guns to Town – 3:02
11. Five Feet High and Rising – 1:46
12. The Rebel – Johnny Yuma – 1:52 (Richard Markowitz/Andrew Fenady)
13. Tennessee Flat Top Box – 2:58
14. I Still Miss Someone – 2:34 (Johnny Cash/Roy Cash Jr.)
15. Ring of Fire – 2:35 (June Carter/Merle Kilgore)
16. The Ballad of Ira Hayes – 4:07 (Peter LaFarge)
17. Orange Blossom Special – 3:06 (E.T. Rouse)
18. Were You There (When They Crucified My Lord) (with The Carter Family) – 3:51 (traditional, arr. Johnny Cash)

### Disco 2
1. It Ain't Me, Babe (with June Carter Cash) – 3:03 (Bob Dylan)
2. The One on the Right Is on the Left – 2:47 (Jack Clement)
3. Jackson (with June Carter Cash) – 2:44 (Gaby Rodgers/Billy Edd Wheeler)
4. Folsom Prison Blues (Live) – 2:44
5. Daddy Sang Bass – 2:20 (Carl Perkins)
6. Girl from the North Country (with Bob Dylan) – 3:42 (Bob Dylan)
7. A Boy Named Sue (Live) – 3:46 (Shel Silverstein)
8. If I Were a Carpenter (with June Carter Cash) – 2:59 (Tim Hardin)
9. Sunday Mornin' Comin' Down – 4:09 (Kris Kristofferson)
10. Flesh and Blood – 2:36
11. Man in Black – 2:52
12. Ragged Old Flag – 3:09
13. One Piece at a Time – 4:01 (Wayne Kemp)
14. (Ghost) Riders in the Sky – 3:44 (Stan Jones)
15. Song of the Patriot (with Marty Robbins) – 3:24 (Marty Robbins/Shirl Milete)
16. Highwayman (with Willie Nelson, Waylon Jennings & Kris Kristofferson come The Highwaymen) – 3:03 (Jimmy Webb)
17. The Night Hank Williams Came to Town (with Waylon Jennings) – 3:24 (Bobby Braddock/Charlie Williams)
18. The Wanderer (U2 starring Johnny Cash) – 4:43 (Bono, The Edge, Larry Mullen Jr., Adam Clayton)

## Classifiche
| Classifica (2021) | Posizione massima |
| ----------------- | ----------------- |
| Grecia            | 12                |